# Józefów WKD
Józefów WKD – zlikwidowana wąskotorowa stacja kolejowa w Józefowie, w województwie mazowieckim, w Polsce.